# Trolleybus de Tours
Vous lisez un « bon article » labellisé en 2023.
Le trolleybus de Tours est un ancien réseau urbain de transport en commun exploité avec des trolleybus (véhicules sur pneumatiques et à traction électrique) de la ville française de Tours et trois de ses communes limitrophes, La Riche à l'ouest, Saint-Cyr-sur-Loire au nord et Saint-Pierre-des-Corps à l'est.
Le réseau de trolleybus, composé de trois lignes, est mis en service début octobre 1949. Il se substitue à une partie du réseau de l'ancien tramway de Tours, réorganisé au début du XXe siècle, fortement endommagé par la Seconde Guerre mondiale et à l'arrêt depuis le 14 septembre 1949 — les autres lignes sont parcourues par des autobus. Progressivement agrandi, très fréquenté au début des années 1960 — les trolleybus transportent plus de 60 % des usagers des transports en commun de Tours en 1963 —, il est exploité par 22 véhicules au maximum de son activité. Il est cependant rapidement démantelé dès 1964 et cesse de fonctionner le 30 juin 1968, date à partir de laquelle les transports en commun urbains dans l'agglomération tourangelle ne sont plus assurés que par des autobus.
La volonté de la ville de Tours de mettre en place un réseau de trolleybus après la Seconde Guerre mondiale puis de s'en défaire, vingt ans plus tard, n'a rien d'exceptionnel : le même scénario se reproduit dans une vingtaine de grandes villes françaises, sensiblement aux mêmes dates.

## Histoire

### En substitution des tramways

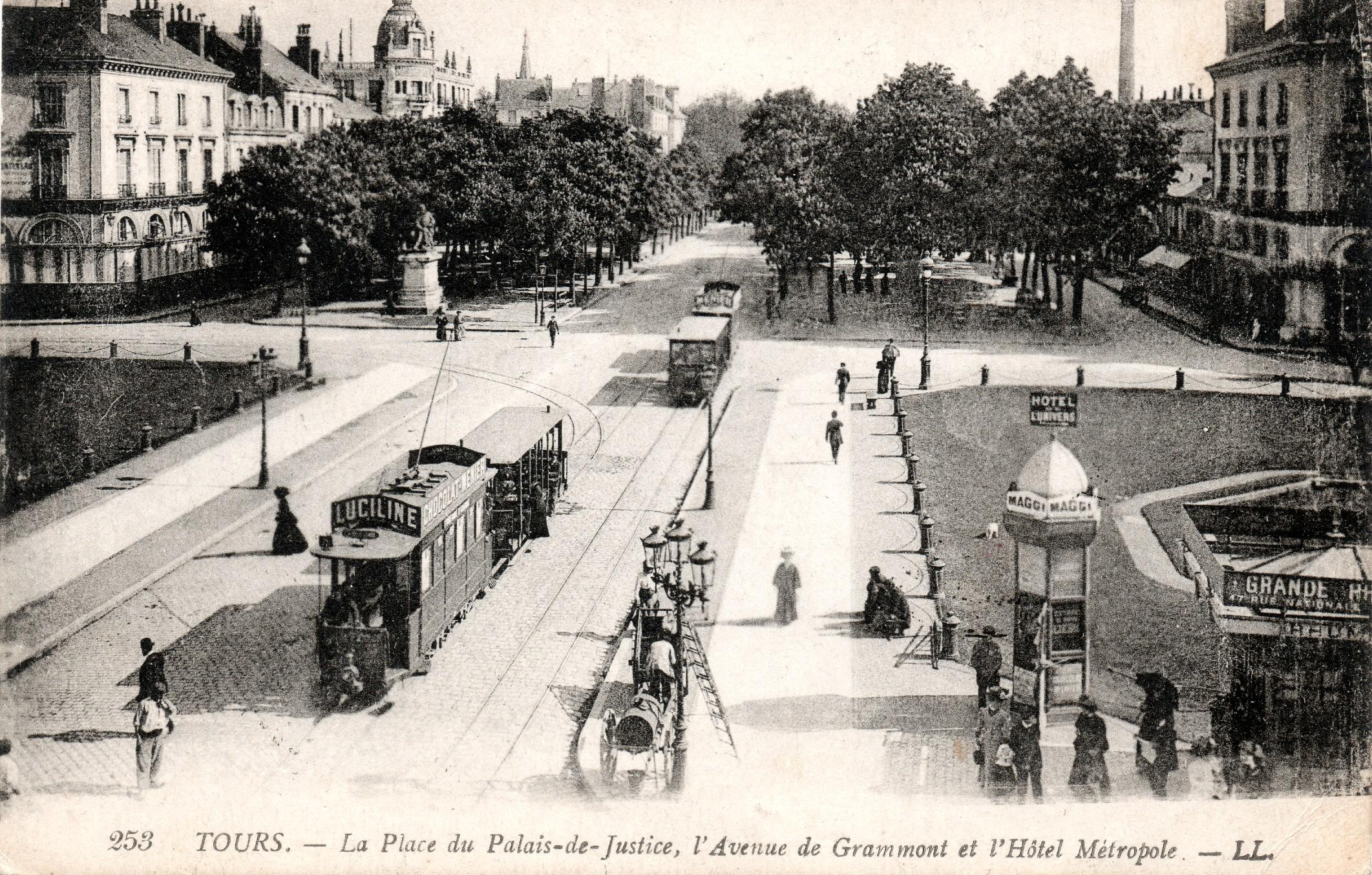
Le tramway de Tours en 1910.

La ville de Tours constatant le vieillissement de ses tramways électriques dont les premières voitures ont été mises en service en 1900, la réflexion sur l'établissement d'un nouveau réseau de transport en commun associant autobus et trolleybus commence dès 1939. Le constructeur Vétra propose sur le marché national des trolleybus modernes pour l'époque — ils sont silencieux, confortables, exempts de vibrations, leur plancher bas en facilite l'accès — qui surpassent en tous points les vieilles voitures du tramway électrique. La Seconde Guerre mondiale précipite les choses : un projet technique (lignes et matériel roulant) et financier est élaboré dès 1941 pour remédier à la difficulté de circulation des autobus (pénurie de carburant liquide) et des tramways (infrastructures et matériels endommagés). Sur les 43,4 km de lignes urbaines et suburbaines alors en exploitation, le projet prévoit d'en reconvertir 38,5 en trolleybus.

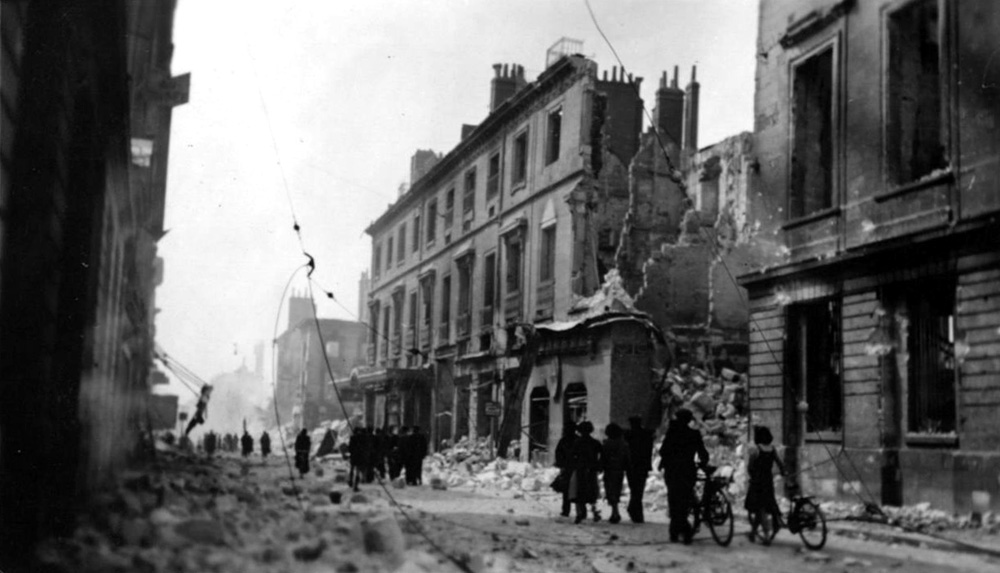
La rue Nationale (Tours) en 1940.

À la fin du conflit, pendant lequel ce projet n'a pas avancé, le parc de tramways ne compte plus que 12 motrices en état de fonctionnement — il en faut 30 pour assurer une exploitation normale sur l'ensemble du réseau —, qui sont âgées de 45 ans ; les infrastructures ont subi de graves dégâts en 1940 puis en 1944 (ville coupée en deux par la destruction du pont sur la Loire, lignes endommagées et dépôt détruit) ; le carburant liquide (essence, gazole) reste rationné jusqu'en 1949. Les véhicules sur pneus et la motorisation électrique sont présentés comme une solution crédible, le projet de 1941 sert de base pour concevoir le nouveau réseau (beaucoup moins ambitieux) et un trolleybus est présenté à la population le 14 octobre 1947 sur la place Jean-Jaurès. Le dernier tramway tourangeau circule le 14 septembre 1949 et, pendant presque un mois, des autobus assurent un service de substitution en attendant que les trolleybus soient pleinement opérationnels. D'une manière générale et dans presque toute la France de l'après-guerre, le tramway apparaît désuet, symbole « d'un temps révolu », associé aux années de guerre, dangereux pour la circulation automobile et cycliste, et sa disparition est souhaitée, voire recherchée.

### Réseau dynamique
Le 5 octobre 1949, à l'issue de travaux engagés au mois de mai précédent, la première ligne de trolleybus (B) est inaugurée ; elle reprend sensiblement le tracé de l'ancienne ligne B du tramway. Les trolleybus sont exploités avec deux agents, un conducteur et un receveur installé près de la porte arrière par laquelle s'effectue la montée des voyageurs. Entre 1947 et 1952, en France, ce sont douze réseaux de trolleybus qui sont mis en service.
Les Exploitations électriques et industrielles, qui exploitaient jusqu'en 1949 le réseau des tramways de Tours, assurent la gestion du nouveau réseau de transport en commun pour le compte du Syndicat des transports de la région de Tours (TRT) qui en est propriétaire,.
Le réseau auquel sont affectés les trolleybus compte au total trois lignes, créées en 1949 (B et B1) et 1952 (C) ; l'une d'entre elles (B1) est prolongée à ses deux extrémités en 1955 et 1963. Le parc de trolleybus s'accroît pour faire face aux besoins, passant de douze véhicules en 1952 à vingt-deux en 1963. Cette année-là, la fréquentation des trolleybus enregistre un pic avec 5,6 millions de voyageurs transportés sur 9 millions pour l'ensemble du réseau, les autobus étant plus spécifiquement destinés à la desserte des lignes suburbaines. Au début des années 1960, ce mode de transport est bien développé au niveau national puisque 25 réseaux de trolleybus sont actifs en France, mis en place pour la plupart entre 1942 et 1952.

### Retournement brutal de conjoncture

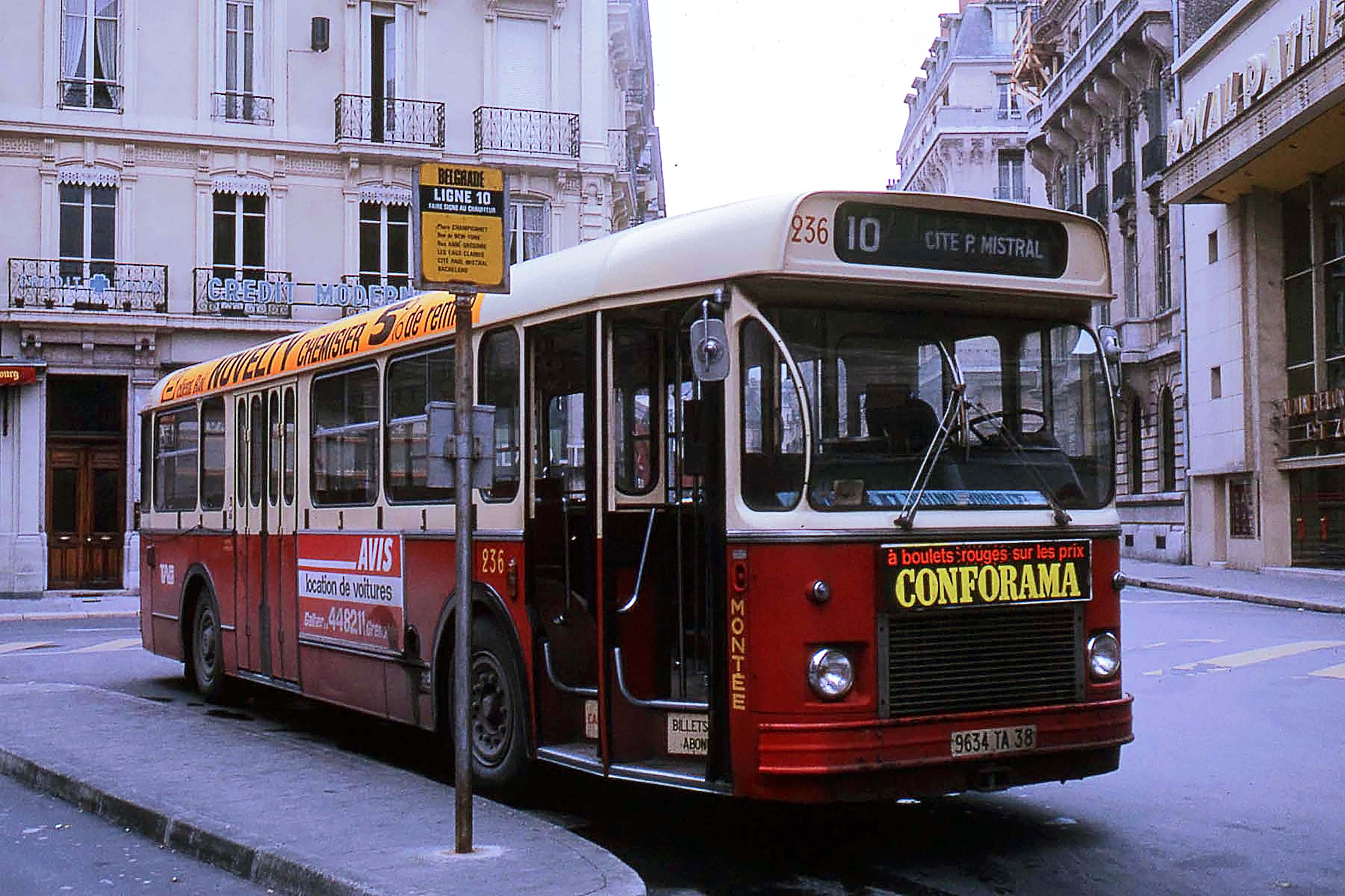
SAVIEM SC10 (Grenoble).

Pourtant, dès la fin 1963, soit quelques mois après la dernière extension de ligne, l'avenir du trolleybus à Tours apparaît déjà compromis. Le développement rapide de l'agglomération tourangelle entraîne une extension et une refonte des réseaux de transport en commun, ainsi que d'importants aménagements routiers. Ces contraintes sont jugées peu compatibles avec les installations fixes des lignes de trolley qu'il faut en outre entretenir. La sous-station à commutatrices d'alimentation électrique du réseau, installée en 1932 à l'époque des tramways, demande à être remplacée. Treize trolleybus sur vingt-deux, sans porte aménagée dans le porte-à-faux avant, ne peuvent pas être adaptés au service à un seul agent (avec suppression du receveur) que le TRT souhaite mettre en place pour réduire les frais de main-d'œuvre ; le maintien de deux agents est pourtant réclamé par le personnel, notamment pour aider lors du décrochement des perches de captage du courant, fréquent en ligne, mais surtout au terminus,.

Évolution de la longueur des lignes parcourues par les trolleybus.

Les trois lignes sont alors partiellement modifiées : le trafic de certains secteurs terminaux est reporté sur des autobus, les trolleybus n'assurant plus que le service de la « partie centrale » de la ligne. Cela induit pour les usagers une rupture de charge qui les oblige à changer de mode de transport au cours de leur voyage. Les véhicules sont réformés les uns après les autres et la dernière circulation d'un trolleybus sur le réseau a lieu le 30 juin 1968 alors qu'il n'y a plus que quatre unités en service et que des autobus, sur les mêmes lignes, assurent la majorité des rotations, d'un terminus à l'autre. Les transports en commun de Tours ne sont dès lors plus confiés qu'à des autobus, au nombre de 65 en 1968. Les fils de contact en cuivre sont très rapidement démontés et revendus à bon prix,.
Cette disparition s'inscrit dans un contexte national très défavorable aux trolleybus, d'une ampleur analogue, mais pour des motifs différents, à celui du rejet des tramways vingt ans plus tôt. Dans la plupart des villes françaises, le trolleybus et ses installations fixes sont perçus comme un obstacle au développement des réseaux de transport en commun, eux-mêmes fragilisés par la montée en puissance des voitures particulières, car le carburant est alors bon marché ; la mise en place de plans de circulation imposés par l'augmentation du trafic routier, avec l'avènement des rues à sens unique, entraîne des déplacements d'installations fixes jugées trop coûteuses. Au milieu des années 1960, les trolleybus sont si robustes qu'ils n'ont pas été remplacés ; faute d'un marché suffisant pour alimenter les bureaux d'études, leur technologie n'a pas évolué depuis les années 1940 et Vétra, le principal constructeur, dépose son bilan en 1964. De plus, les trolleybus sont directement concurrencés par l'arrivée sur le marché, en 1965, de l'autobus SC10 construit par SAVIEM, plus souple d'emploi, plus confortable et conçu d'origine pour l'exploitation à un agent. Entre 1965 et 1973, treize réseaux de trolleybus urbains sont fermés en province ; ces fermetures sont programmées et effectives pour la plupart avant la mise en place du cinquième plan (1966-1970) qui entend revitaliser les réseaux de transport en commun et avant le premier choc pétrolier qui en 1973 redonne un intérêt économique à l'énergie électrique.

## Lignes
| - 1963. - 1965. |

Le réseau de trolleybus de Tours est composé de trois lignes, les deux premières pouvant être considérées comme les différentes branches d'une seule et même ligne avec un tronc commun. Il s'organise autour d'une desserte est-ouest et nord-sud, toutes les lignes se croisant et s'interconnectant place Jean-Jaurès. Selon les sections, en fonction du trafic escompté et des impératifs topographiques, les lignes sont équipées de quatre (deux voies de circulation) ou deux fils de contact (une seule voie), alimentés en courant continu sous une tension de 600 V. Les trolleybus empruntent les chaussées également utilisées par les autres véhicules : aucune voie de circulation ne leur est réservée. Pour ces trois lignes, la déclaration d'utilité publique n'intervient qu'après leur mise en service effective.
La ligne B relie Botanique à Stalingrad, représentant un parcours de 6,8 km. Le nom initial de son terminus occidental, « Abattoirs », jugé dévalorisant — la ligne dessert en outre l'hôpital juste avant de parvenir à ce terminus —, est modifié et devient « Botanique » en 1951 ou 1952 sans changement de localisation. À l'autre extrémité de la ligne, le terminus se situe place de Stalingrad (rebaptisée place Beaujardin le 23 avril 1965). Vers 1964, la réfection d'un pont ferroviaire sous lequel passe la ligne entraîne le démontage des fils de contact et le trafic de la branche sud, au-delà de la place Loiseau-d'Entraigues, est transféré sur autobus.
La ligne B1 va de Saint-Pierre (stade) à La Riche (Les Sables), représentant un parcours de 8,2 km. Elle n'est au départ qu'une courte branche occidentale (900 m de longueur) de la ligne B, de la place Sainte-Anne jusqu'à l'église de La Riche. Elle est progressivement prolongée vers l'est et, en 1955, arrive jusqu'au stade de Saint-Pierre-des-Corps, alors en cours d'aménagement, dès que la réparation des dommages de guerre le permet, dans cette ville détruite à 80 % par les bombardements alliés d'avril 1944 puis, en septembre 1963, à l'ouest jusqu'au nouveau quartier des Sables. La desserte de Saint-Pierre-des-Corps par trolleybus est abandonnée en 1964 lorsque les travaux de construction de l'autoroute A10 coupent la ligne, un pont reconstruit n'étant pas rééquipé de fils de contact ; les trolleybus s'arrêtent, comme sur la ligne B, place Loiseau-d'Entraigues qui offre toute facilité pour y aménager une boucle permettant aux trolleybus de faire demi-tour. Des autobus prennent le relais au-delà.
La ligne C est une transversale nord-sud, de Saint-Cyr (Charentais) à Parc Nord, représentant un parcours de 5,9 km. L'exploitation commerciale commence le 8 décembre 1952 une fois le pont Wilson sur la Loire reconstruit et la rue Nationale déblayée des ruines de la guerre, ce qui rétablit les communications entre le nord et le sud de Tours. Des travaux d'aménagement fin 1963 limitent le parcours des trolleybus, au sud au niveau du carrefour de Verdun près de l'ancien octroi (création d'un carrefour au-delà du Cher), ainsi qu'au nord dans l'avenue de la Tranchée en direction de Saint-Cyr (élargissement de chaussée). En 1964 ou 1965, la totalité de la ligne est reprise par des autobus ; les fils de contact et leur alimentation électrique restent cependant en place dans toute l'avenue de Grammont jusqu'à la fin de l'exploitation du réseau pour que les véhicules des autres lignes puissent regagner le dépôt situé dans la partie sud de cette voie — il s'agit de l'ancien dépôt de tramways reconstruit après la Seconde Guerre mondiale — qui abrite en outre les équipements d'alimentation électrique du réseau .
Compte tenu des mises en service échelonnées et des suppressions progressives de certains tronçons, le réseau exploité par les trolleybus de Tours ne fonctionne dans son extension maximale (près de 21 km de lignes) que pendant quelques mois en 1963.
Terminus successifs des lignes ou sections de lignes exploitées par les trolleybus de Tours.

## Matériel roulant

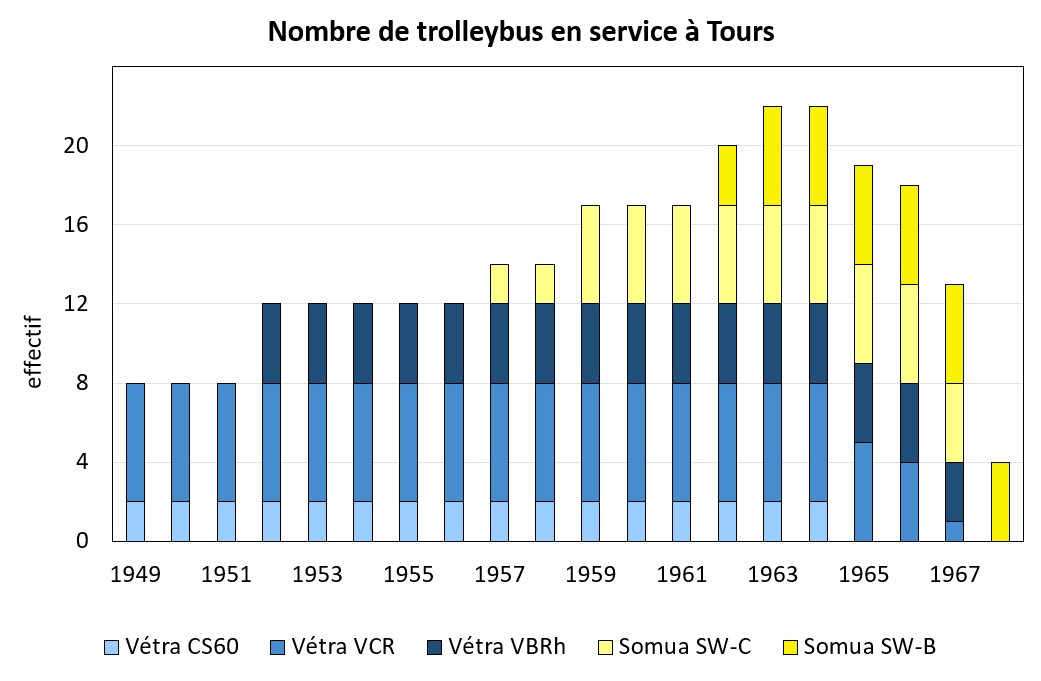
Effectif du parc de trolleybus de Tours.

Les premiers trolleybus sont livrés à Tours en août et septembre 1948 — pour certains d'entre eux, la commande est passée dès 1943 — et mis en service en octobre 1949. Ce sont huit Vétra appartenant à deux types très proches et pouvant transporter 60 passagers, six VCR (numéros de parc 61 à 65 et 68) et deux CS60 (66 et 67) initialement destinés au réseau de Brest, lui aussi géré par les Exploitations électriques et industrielles. Ils sont rejoints en décembre 1952 par quatre Vétra VBRh (71 à 74) achetés neufs, de plus grande capacité (environ 80 passagers).
En 1956 et 1958, cinq Somua SW-C (81 à 85) intègrent le parc tourangeau. Ces trolleybus de 60 places devaient initialement circuler sur le réseau algérien de Constantine. En 1962-1963, les derniers trolleybus sont livrés à Tours ; ce sont cinq Somua SW-B (86 à 90) d'une capacité de 90 passagers, rachetés dans de bonnes conditions financières au réseau de Strasbourg qui cesse, fin mars 1962, l'exploitation des trolleybus.
À son apogée, en 1963 et 1964, le parc compte 22 véhicules issus de deux constructeurs (12 Vétra et 10 Somua) pour cinq modèles différents, dont dix-sept achetés neufs et cinq d'occasion ; tous les trolleybus livrés sont encore en service. Les premiers véhicules arrivés sur le réseau sont ceux qui y sont restés le plus longtemps (VCR livrés en 1949 et radiés en 1967). En mai 1964, à l'exception des SW-C qui n'ont parcouru que 170  à   300 000 km, tous les autres trolleybus affichent de 500  à   700 000 km à leur compteur.
Aucune des sources consultées ne fournit d'information sur le devenir des trolleybus de Tours après leur réforme, ferraillage ou revente.

Modèles de trolleybus circulant à Tours.
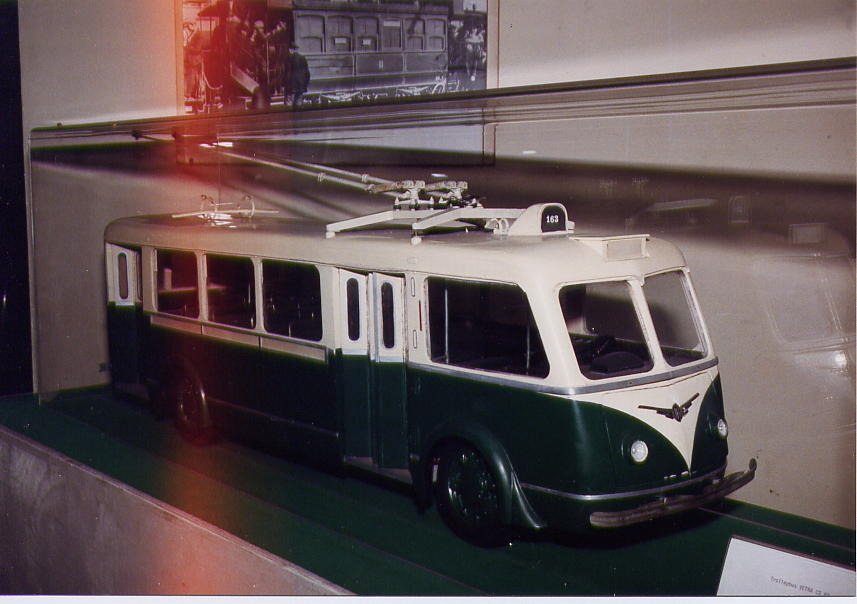
Vétra CS60 (maquette).
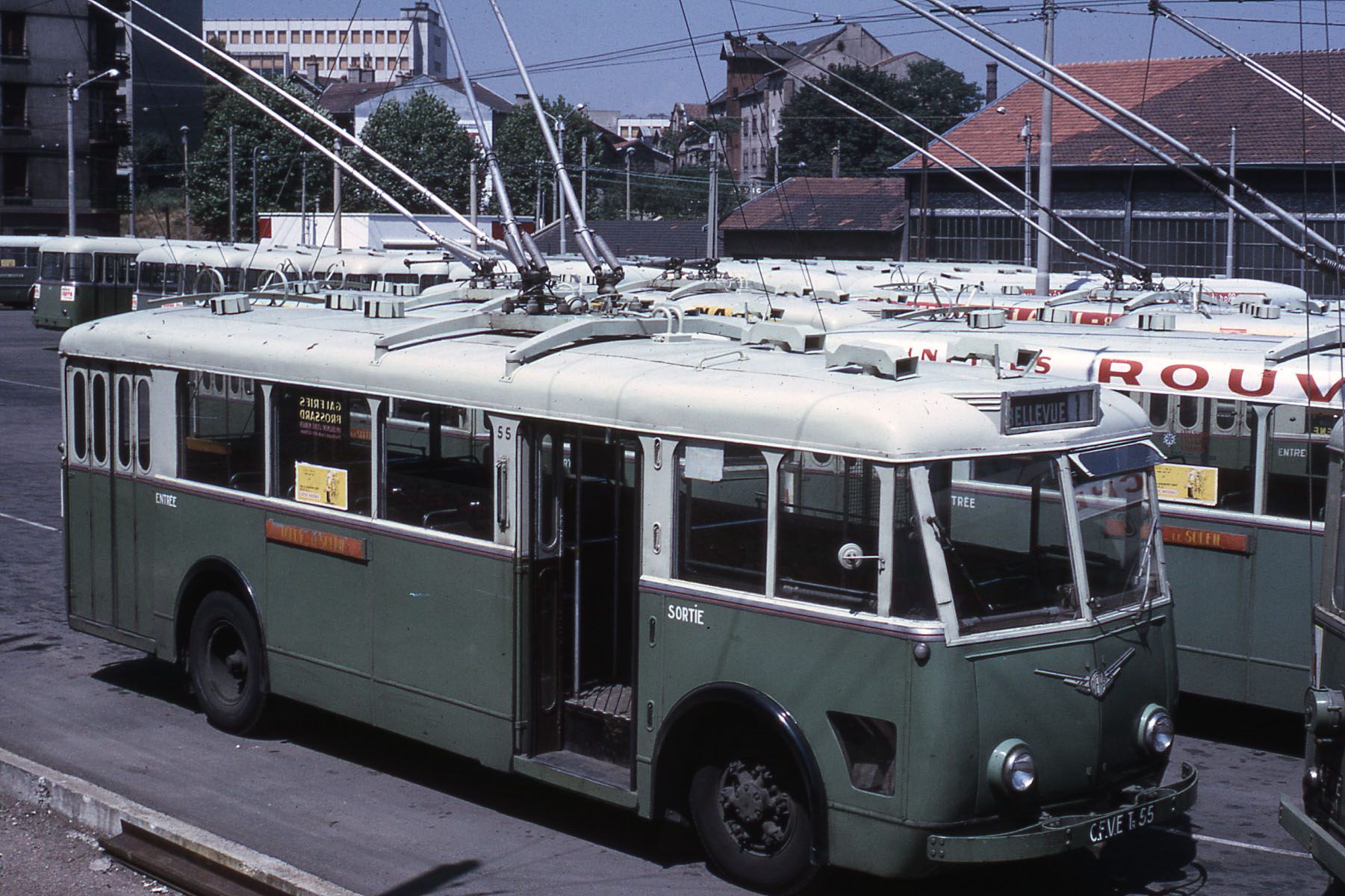
Vétra VCR (Saint-Étienne).
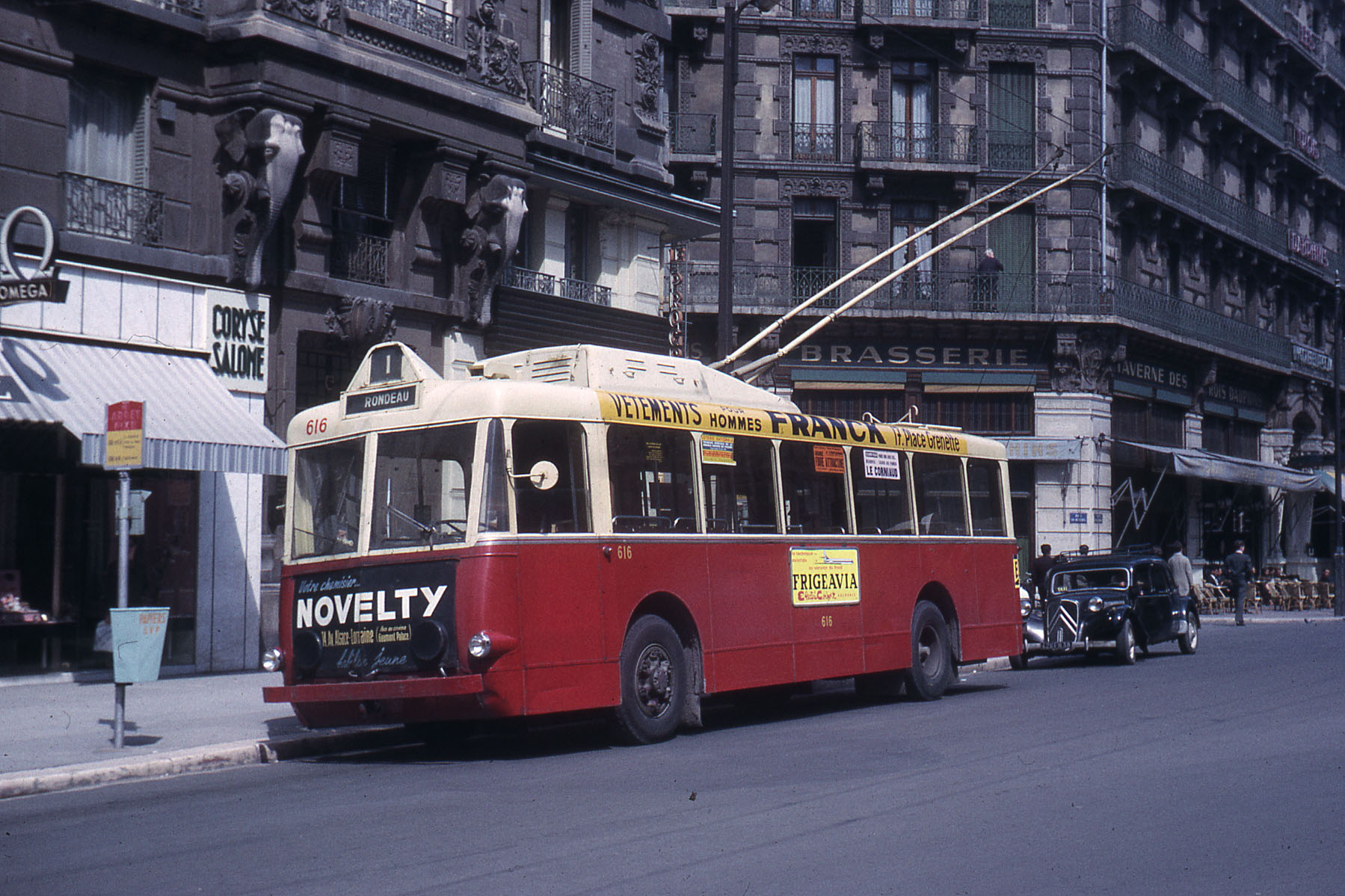
Vétra VBRh (Grenoble).
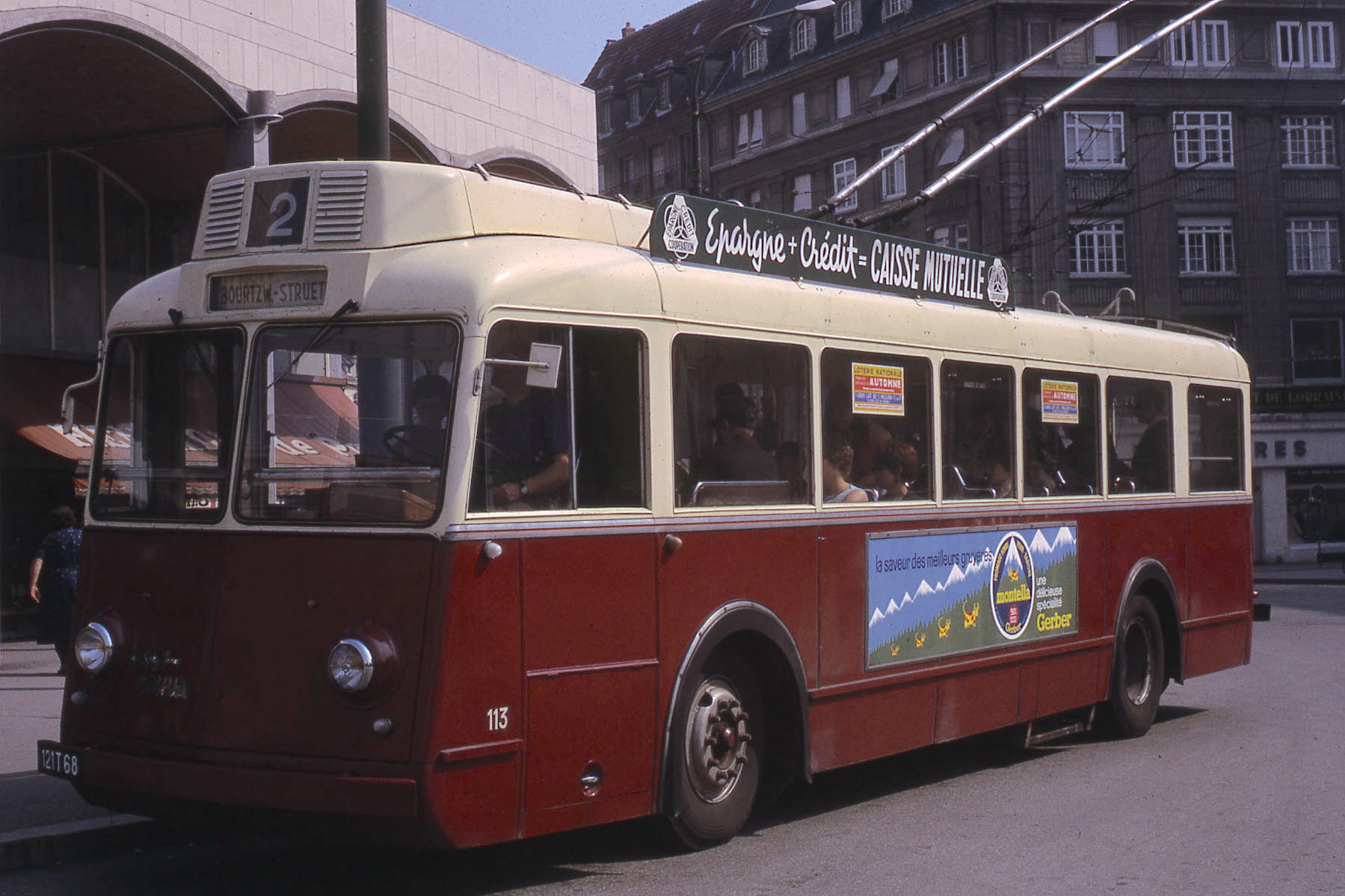
Somua SW-B (Mulhouse).